# Jüdische Gemeinde Dubrovnik
Die jüdische Gemeinde Dubrovnik ist eine von insgesamt zehn jüdischen Gemeinden in Kroatien. Die weiteren jüdischen Gemeinden in Kroatien haben ihren Sitz in Čakovec, Daruvar,  Koprivnica, Osijek, Slavonski Brod, Split, Virovitica und Zagreb. Die Vorsitzende der Jüdischen Gemeinde Dubrovnik ist Sabrina Horović.

## Dubrovnik in der Jüdischen Literatur
Eine der ersten und ältesten jüdische Erwähnungen Dubrovniks findet sich in Benjamin von Tudelas Reiseberichten, den „Massa'ot“. Hierin erwähnt Benjamin die Lokalitäten Dubrovniks auf seiner Hin- und Rückreise: von Spanien im Jahre 1158 nach Mesopotamien über Dubrovnik, und erneut bei seiner Rückkehr nach Spanien im Jahre 1173. Benjamin erwähnt zudem in seinem Reisebericht den Namen Kroatiens und wahrscheinlich auch Slawoniens als „Qrothia“ und „Aschqlavonia“.
Erneut wird Dubrovnik einige Jahrhunderte später bei Meshullam da Volterra erwähnt. Während seiner Rückreise aus dem Heiligen Land nach Italien in seine Heimatstadt Florenz geriet Meschullam in ein Unwetter. Um diesem zu entgehen, verbrachte er im Jahre 1481 seinen Aufenthalt in der damaligen Republik Dubrovnik. Dabei blieb sein Reisebericht, in dem Volterra die Republik als schöne und aufblühende Stadt beschreibt, der Nachwelt erhalten, zudem er sich selbst getraute, die aufstrebende Republik mit dem damaligen Florenz zu vergleichen. Erwähnung findet der vorhandene Reichtum der Republik. Ebenfalls bedachte Volterra in seiner Niederschrift die strebsamen Kaufleute wie auch die vorgefundene Freiheit der Einwohner.
Ebenfalls wurde im Journalismus des Mittelalters über Dubrovniks Wirtschaft Informationen auf sogenannten „avvisi“ weitergegeben. Dabei erwähnte ein nicht namentlich bekannter jüdischer Informant im Jahre 1533 die Republik Dubrovnik und berichtete dabei dem Spanischen König über die vorhandenen sechzig Handelsschiffe, die nicht allzu große Einwohnerzahl. Die zu der Zeit schwache Jurisdiktion der Republik, der Reichtum und auch das an das Osmanische Reich zu entrichtende „Schutzgeld“ wurden dem Spanischen König als Information weitergeben.

## Geschichte der Jüdischen Gemeinde
Die Geschichte der jüdischen Gemeinde Dubrovniks beginnt im dreizehnten Jahrhundert mit der Ankunft sephardischer Juden, die aus Spanien, Portugal und Süditalien hierher geflohen waren, und fand ihren Höhepunkt im vierzehnten Jahrhundert. Im Jahre 1546 wurde in Dubrovnik ein Ghetto gegründet.
Im fünfzehnten Jahrhundert begann die Jüdische Gemeinde mit dem Errichten einer Synagoge. Das Gotteshaus wurde im Kunststil des Barock im Jahre 1652 vollendet. Die Synagoge Dubrovniks ist die zweitälteste erhaltene sephardische Synagoge der Welt. Ebenfalls beherbergt sie ein Museum in der die jüdische Geschichte Dubrovniks vom dreizehnten bis zum siebzehnten Jahrhundert dargestellt wird. Einige der Kostbarkeiten sind dabei die durch die Jahrhunderte bewahrten Torarollen. Ebenfalls ist in Dubrovnik ein Jüdischer Friedhof und ein Springbrunnen zu finden.
Eine der berühmtesten jüdischen Familien Dubrovniks war die des Aaron David ha-Kohen. Im achtzehnten Jahrhundert lebten von circa sechstausend Einwohnern zweihundertachtzehn Juden in Dubrovnik.
Im Stadtarchiv Dubrovniks wird über jüdische Schulen, Lehrer, Hochzeitsfeiern, Verleger wie auch Reeder berichtet. Das jüdische Leben in Dubrovnik war überwiegend geprägt durch die Geschichte der Jüdischen Emanzipation, wie überall in Europa.
Durch Napoleons „Consistoire“, aus dem Jahre 1808, erlangte die jüdische Gemeinde die administrative Gleichstellung in den französischen Illyrischen Provinzen, zu der Dubrovnik zählte. Auch unter Österreich-Ungarn, ab 1815, wurde die Gleichstellung gewährleistet. Erst ab dem Jahre 1873 kann von einer völligen Emanzipation ausgegangen werden. Die Zahl der Juden in Dubrovnik nahm im Zeitraum des Jahres 1815 von insgesamt dreihundertacht bis zum Jahre 1939 auf zweihundertfünfzig Einwohner ab.

## Zweiter Weltkrieg
Während des Zweiten Weltkriegs, im sogenannten Unabhängigen Staat Kroatien, kam die Stadt Dubrovnik im April 1941 unter italienische Militärverwaltung. Jüdisches Eigentum wurde konfisziert und jüdische Einwohner in Konzentrationslager auf dem Gebiet Kroatiens verschleppt. Einer Massendeportation war die jüdische Bevölkerung der Stadt nicht ausgesetzt. Viele jüdische Flüchtlinge aus dem gesamten Gebiet des ehemaligen Jugoslawiens fanden in Dubrovnik Aufnahme.
Im November 1942 wurden durch deutschen Befehl siebenhundertfünfzig Juden auf die Inseln von Gruž und Lopud verbracht und dort inhaftiert. Ab Juni 1943 wurden die jüdischen Einwohner Dubrovniks mit weiteren Juden aus der gesamten italienischen Militärverwaltung in das KZ Kampor, auf der Insel Rab befindlich, verbracht.
Nach der Kapitulation Italiens 1943 und den deutschen Besatzern wurden die Inhaftierten durch die Jugoslawische Volksbefreiungsarmee in freie Landesteile gebracht. Zwischen hundertachtzig und zweihundert Juden, die nicht die Insel Rab verlassen konnten, wurden durch die deutschen Besatzer in Vernichtungslager des NS-Staats verschleppt und verbracht.

## Neuzeit
Im Jahre 1969 zählte die Jüdische Gemeinde Dubrovnik einunddreißig Mitglieder. Der Rabbiner der Gemeinde war pastoral als Großrabbiner auch für die jüdischen Gläubigen auf den Gebieten Süddalmatiens, der Herzegowina und Montenegros zuständig.
Gottesdienste fanden in der Dubrovniker Synagoge unregelmäßig statt. Während des Kroatien-Kriegs wurde die Synagoge beschädigt.
Erwähnenswert ist, dass die Kunstschätze der Synagoge von 1510 im Jahre 1964 an die Yeshiva University ausgeliehen wurden. Seit dem Jahr 1988 sind sie wieder im Museum der Synagoge ausgestellt.